# Acanthodelta chamaeleon
Acanthodelta chamaeleon là một loài bướm đêm trong họ Noctuidae.